# HD 64938
HD 64938，又名BD+04 1860，SAO 116145、HR 3093，是一颗恒星，视星等为6.17，位于銀經216.37，銀緯16.49，其B1900.0坐标为赤經7h 51m 7.1s，赤緯+4° 16.49′ 3″。